# Richard Aldington
Richard Aldington (Portsmouth, 8 de Julho de 1892 — Sury-en-Vaux, 27 de Julho de 1962) foi um escritor e poeta inglês e um dos primeiros associados do movimento imagista. Ele foi casado com a poetisa Hilda Doolittle (H.D.) de 1911 a 1938.
A carreira de 50 anos de Aldington incluiu trabalhos em poesia, romances, crítica e biografia. Ele editou o jornal literário The Egoist e escreveu para revistas como The Times Literary Supplement, Vogue, The Criterion and Poetry. Sua biografia de Wellington (1946) foi premiada com o Prêmio James Tait Black Memorial. Seu círculo incluía escritores e críticos como T.S. Eliot, D.H. Lawrence, Ezra Pound, W.B. Yeats, Lawrence Durrell e C.P. Snow. Ele defendeu H.D. como a maior voz poética do movimento imagista e ajudou a trazer seu trabalho para notoriedade internacional.

## Primeira Guerra Mundial e consequências
Aldington alistou-se e mais tarde foi comissionado como segundo-tenente no Regimento Real de Sussex (novembro de 1917). Ele terminou a guerra como oficial de sinais e capitão temporário, sendo desmobilizado em fevereiro de 1919. Ele pode nunca ter se recuperado completamente da guerra, escrevendo sobre suas próprias experiências de campo nas coleções Images of War and Images of Desire  (1919), que foram inundados por uma nova melancolia. Ele terminou a guerra sentindo-se desconsolado com seu próprio talento como poeta. Exile and Other Poems (1923) também tratou do processo de trauma. Uma coleção de histórias de guerra Roads to Glory, apareceu em 1930. A partir deste ponto ele se tornou conhecido como crítico e biógrafo.

## Estilo e amargura
Alec Waugh descreveu Aldington como tendo ficado amargurado com a guerra, mas presumiu que ele trabalhou em romances como The Colonel's Daughter (1931), em vez de permitir que isso envenenasse sua vida. Douglas Bush descreve seu trabalho como "uma carreira de amargura desiludida". Seus romances continham retratos velados de alguns de seus amigos, incluindo Eliot, Lawrence e Pound; a amizade nem sempre sobrevive. Lyndall Gordon caracteriza o esboço de Eliot nas memórias de Aldington, Life for Life's Sake (1941), como "malicioso". Quando jovem, ele estava com relações cortadas com Yeats, mas eles permaneceram em boas relações.
O obituário de Aldington no The Times de Londres em 1962 o descreveu como "um jovem zangado da geração antes de entrarem na moda ... que permaneceu como um velho zangado até o fim".

## Livros
- Images (1910–1915) The Poetry Bookshop, London (1915) & (reprodução histórica por Bibliobazaar ISBN 978-1-113-27518-9) 2009
- Images Old and New Four Seas Co., Boston (1916) & (reprodução histórica por Bibliobazaar ISBN 978-1-113-39283-1) 2009
- The Poems of Anyte of Tegea (1916) tradutor
- Images of Desire (Elkin Mathews, 1919) & (reprodução histórica por Bibliobazaar) ISBN 978-1-115-45071-3) 2009
- Images of War Beaumont Press, London (1919) & (reprodução histórica por Bibliobazaar) ISBN 978-1-171-58428-5) 2009
- War and Love: Poems 1915–1918 (1919)
- Greek Songs in the Manner of Anacreon (1919) tradutor
- Um livro de 'personagens' de Theophrastus, Joseph Hall, Sir Thomas Overbury, Nicolas Breton, John Earle, Thomas Fuller e outros autores ingleses; Jean de La Bruyère, Vauvenargues e outros autores franceses, compilado e traduzido por Richard Aldington, com uma introdução e notas (1924)
- Hymen (Egoist Press, 1921) com H.D.
- Medallions in Clay (1921)
- The Good-Humoured Ladies: A Comedy de Carlo Goldoni (1922) tradutor, com Arthur Symons
- Exile and Other Poems (1923)
- Literary Studies and Reviews (1924) essays
- Sturly, de Pierre Custot (1924) tradutor
- The Mystery of the Nativity: Translated from the Liegeois of the XVth Century (Medici Society, 1924) tradutor
- A Fool i' the Forest: A Phantasmagoria (1924) poema
- Voltaire (1925)
- French Studies and Reviews (1926)
- The Love of Myrrhine and Konallis: and other prose poems (1926)
- Cyrano De Bergerac, Voyages to the Moon and the Sun (1927)
- D.H. Lawrence: An Indiscretion (1927) (34-page pamphlet)
- Letters of Madame de Sevigné (1927) tradutor
- Letters of Voltaire and Frederick the Great (1927) tradutor
- Candide and Other Romances de Voltaire (1928) tradutor com Norman Tealby
- Collected Poems (1928)
- Fifty Romance Lyric Poems (1928) tradutor
- Hark the Herald (Hours Press, 1928)
- Remy de Gourmont: Selections From All His Works Chosen and Translated de Richard Aldington (1928)
- Remy de Gourmont: A Modern Man of Letters (1928)
- Death of a Hero: A Novel (1929)
- The Eaten Heart (Hours Press, 1929) poems
- A Dream in the Luxembourg: A Poem (1930)
- The Memoirs and Correspondence of Mme. D'Epinay (1930) tradutor
- Euripides' Alcestis (1930) tradutor
- At All Costs (1930)
- D.H. Lawrence (1930) (43-page pamphlet; its contents are identical to D.H. Lawrence: An Indiscretion (1927), except for the dropping of the subtitle and the addition of a one-paragraph note following the title page.)
- Last Straws (Hours Press, 1930)
- Medallions from Anyte of Tegea, Meleager of Gadara, the Anacreontea, Latin Poets of the Renaissance (1930) tradutor
- The Memoirs of Marmontel (1930) editor, com Brigit Patmore
- Roads to Glory (1930) histórias
- Tales from the Decameron (1930) tradutor
- Two Stories (Elkin Mathews, 1930)
- Letters to the Amazon, de Remy de Gourmont (1931) tradutor
- Balls and Another Book for Suppression (1931) (13 páginas)
- The Colonel's Daughter: A Novel (1931)
- Stepping Heavenward: A Record (1931) satire aimed at T. S. Eliot
- Aurelia de Gérard de Nerval (1932) tradutor
- Soft Answers (1932)
- All Men Are Enemies: A Romance (1933)
- Last Poems of D.H. Lawrence (1933) editado com Giuseppe Orioli
- Poems of Richard Aldington (1934)
- Women Must Work: A Novel (1934)
- Artifex: Sketches and Ideas (1935) essays
- D.H. Lawrence: A complete list of his works, together with a critical appreciation de Richard Aldington (1935) (22-page pamphlet)
- The Spirit of Place (1935), editor, D.H. Lawrence
- Life Quest (1935) poem
- Life of a Lady: A Play in Three Acts (1936) com Derek Patmore
- The Crystal World (1937)
- Very Heaven (1937)
- Seven Against Reeves: A Comedy-Farce (1938) romance
- Rejected Guest (1939) romance
- W. Somerset Maugham: An Appreciation (1939)
- Life for Life's Sake: A Book of Reminiscences (1941)
- Poetry of the English-Speaking World (1941) editor
- A Wreath for San Gemignano (1945) com ilustrações de Netta Aldington e sonetos de Folgóre da San Gimignano intitulado The Garland of months e traduzido por Aldington
- A Life of Wellington: The Duke (1946)
- Great French Romances (1946) romances de Madame De Lafayette, Choderlos De Laclos, o Abade Prévost, Honoré de Balzac
- Oscar Wilde: Selected Works (1946) editor
- The Romance of Casanova: A Novel (1946)
- Complete Poems (1948)
- Four English Portraits, 1801–1851 (1948) (os quatro são o príncipe regente, o jovem Disraeli, Charles "Squire" Waterton e o jovem Dickens.)
- Selected Works of Walter Pater (1948)
- Jane Austen (1948)
- Decameron of Giovanni Boccaccio (two volumes) (1949) tradutor
- The Strange Life of Charles Waterton, 1782–1865 (1949)
- A Bibliography of the Works of Richard Aldington from 1915 to 1948 (1950) com Alister Kershaw
- Selected Letters of D.H. Lawrence (1950) editor
- The Indispensable Oscar Wilde (1950) editor
- Portrait of a Genius, But . . . (The Life of D.H. Lawrence, 1885–1930) (1950)
- D.H. Lawrence: An Appreciation (1950) (panfleto de 32 páginas, que toma emprestado os panfletos de 1927, 1930 e 1935 sobre Lawrence listados acima)
- The Religion of Beauty: Selections from the Aesthetes (1950) antologia, editor
- Ezra Pound and T. S. Eliot: A Lecture (Peacocks Press, 1954) (22 páginas)
- Lawrence L'imposteur: T. E. Lawrence, the legend and the man (1954) Edição de Paris, posteriormente intitulado Lawrence of Arabia, a Biographical Enquiry (1955)
- Pinorman: Personal Recollections of Norman Douglas, Pino Orioli and Charles Prentice (1954)
- A. E. Housman and W. B. Yeats: Two Lectures (Hurst Press, 1955)
- Introduction to Mistral (1956)
- Frauds (1957)
- Portrait of a Rebel: The Life and Work of Robert Louis Stevenson (1957)
- The Viking Book of Poetry of the English-Speaking World, Volume II (1958) editor
- "The Composite Biography as Biography," in Moore, Harry T., ed., A  D.H. Lawrence Miscellany, Southern Illinois University Press (1959) and William Heinemann Ltd (1961), pp. 143-152. "[This] essay serves as the Introduction of Vol. 3 of Edward Nehls's D.H. Lawrence: A Composite Biography, copyright, 1959, de the University of Wisconsin Press...."
- Larousse Encyclopedia of Mythology (1960) tradutor com Delano Ames
- Switzerland (1960)
- Famous Cities of the World: Rome (1960)
- A Tourist's Rome
- Richard Aldington: Selected Critical Writing, 1928–1960 (1970) editado po Alister Kershaw
- A Passionate Prodigality: Letters to Alan Bird from Richard Aldington, 1949–1962 (1975) editado po Miriam J. Benkovitz
- Literary Lifelines: The Richard Aldington and Lawrence Durrell Correspondence (1981)
- In Winter: A Poem (Typographeum Press, 1987)
- Austria
- France
- Italy
- The Treason of the Intellectuals La Trahison des Clercs de Julien Benda (1928) tradutor

## Leitura Adicional
- Richard Aldington: An Englishman (1931), by Thomas McGreevy
- Richard Aldington (1938), by C.P. Snow
- Richard Aldington: An Intimate Portrait (1965), edited by Alister Kershaw and Frédéric-Jacques Temple
- Richard Aldington 1892–1962: A Catalogue of The Frank G. Harrington Collection of Richard Aldington and Hilda H.D. Doolittle (1973)
- The Poetry of Richard Aldington: A Critical Evaluation and an Anthology of Uncollected Poems (1974), by Norman T. Gates
- A Checklist of the Letters of Richard Aldington (1977), edited by Norman T. Gates
- Richard Aldington: Papers from the Reading Conference. (1987), edited by Lionel Kelly
- Richard Aldington: A Biography (1989), by Charles Doyle. ISBN 0-8093-1566-1
- Richard Aldington: Reappraisals (1990), edited by Charles Doyle
- Richard Aldington: An Autobiography in Letters (1992), edited by Norman T. Gates
- Richard Aldington: Poet, Soldier and Lover 1911–1929 (2014), by Vivien Whelpton. ISBN 978-0-7188-9318-7
- The Death of a Hero: The Quest for First World War Poet Richard Aldington’s Berkshire Retreat (2016), by David Wilkinson. ISBN 978-1473871106
- Richard Aldington: Novelist, Biographer and Exile 1930–1962 (2019), by Vivien Whelpton. ISBN 978-0-7188-9477-1